# Helen Arnold
Helen Prettyman Arnold (17 de agosto de 1890-19 de febrero de 1976) fue una actriz de cine mudo que apareció en películas entre 1916 y 1918.

## Carrera
Arnold fue miembro del elenco de la producción de 1891 Nerves en el Teatro Lyceum en la ciudad de Nueva York. Arnold interpretó a Viola Campbell en la película The Witching Hour, donde fue filmada en Flushing, Queens. La película fue protagonizada por C. Aubrey Smith y Marie Shotwell. La película era una adaptación de la obra de teatro del mismo nombre escrita por Augustus Thomas. Una reseña describió a Arnold como la mejor actriz de drama teatral, Arnold conservaba una atmósfera con extrañeza. Se decía que Arnold era una "atractiva Viola".
En junio de 1916, Arnold fue una de las ganadoras del concurso Beauty and Brains organizado por la revista Photoplay.
Arnold protagonizó Two Men and a Woman (1917) juntó con Christine Mayo y Rubye De Remer. producida por Ivan Film Productions y dirigido por William J. Humphrey.
Arnold hizo dos películas de Hollywood, One Law For Both (1917) y The Call of Her People (1917), protagonizada por Ethel Barrymore. La última película de Arnold fue en la película italiana Il Doppio volto (1918).